# العلاقات الكيريباتية المالطية
العلاقات الكيريباتية المالطية هي العلاقات الثنائية التي تجمع بين كيريباتي ومالطا.

## مقارنة بين البلدين
هذه مقارنة عامة ومرجعية للدولتين:
| وجه المقارنة                                              | كيريباتي                        | مالطا                                                     |
| --------------------------------------------------------- | ------------------------------- | --------------------------------------------------------- |
| المساحة (كم2)                                             | 811                             | 316                                                       |
| عدد السكان (نسمة)                                         | 116.40 ألف                      | 465.29 ألف                                                |
| الكثافة السكانية (ن./كم²)                                 | 14.35 ألف                       | 147.24 ألف                                                |
| العاصمة                                                   | جنوب تاراوا                     | فاليتا                                                    |
| اللغة الرسمية                                             | لغة إنجليزية، اللغة الكيريباتية | اللغة المالطية، لغة إنجليزية                              |
| العملة                                                    | دولار كريباتي، دولار أسترالي    | يورو، ليرة مالطية                                         |
| الناتج المحلي الإجمالي (بليون دولار)                      | 196.15 مليون                    | 12.54 مليار                                               |
| الناتج المحلي الإجمالي (تعادل القوة الشرائية) بليون دولار | 224.26 مليون                    | 14.68 مليار                                               |
| الناتج المحلي الإجمالي الاسمي للفرد دولار أمريكي          | 1.42 ألف                        | 22.60 ألف                                                 |
| الناتج المحلي الإجمالي للفرد دولار أمريكي                 | 1.81 ألف                        |                                                           |
| مؤشر التنمية البشرية                                      | 0.590                           | 0.839                                                     |
| رمز المكالمات الدولي                                      | +686                            | +356                                                      |
| رمز الإنترنت                                              | .ki                             | .mt                                                       |
| المنطقة الزمنية                                           |                                 | توقيت وسط أوروبا، ت ع م+01:00، ت ع م+02:00، أوروبا/مالطا ‏ |

## منظمات دولية مشتركة
يشترك البلدان في عضوية مجموعة من المنظمات الدولية، منها:
| علم المنظمة | اسم المنظمة                   | تاريخ انضمام كيريباتي | تاريخ انضمام مالطا |
| ----------- | ----------------------------- | --------------------- | ------------------ |
|             | منظمة حظر الأسلحة الكيميائية  | ?                     | ?                  |
|             | البنك الدولي للإنشاء والتعمير | 29 سبتمبر 1986        | 26 سبتمبر 1983     |
|             | الأمم المتحدة                 | 14 سبتمبر 1999        | 1 ديسمبر 1964      |
|             | يونسكو                        | 24 أكتوبر 1989        | 10 فبراير 1965     |
|             | مؤسسة التمويل الدولية         | 2 أكتوبر 1986         | 1 يونيو 2005       |
|             | الاتحاد البريدي العالمي       | ?                     | ?                  |
|             | دول الكومنولث                 | ?                     | ?                  |
|             | الاتحاد الدولي للاتصالات      | 3 نوفمبر 1986         | 1965               |

## وصلات خارجية
- موقع وزارة الخارجية المالطية